# Caravaggio (miniserie televisiva 2008)
Caravaggio è una miniserie televisiva italiana del 2008.

## Descrizione
Nel formato originario, la fiction è composta da due puntate, trasmesse in prima visione su Rai 1 il 17 e il 18 febbraio 2008. La trama è basata sulla vita del pittore italiano Michelangelo Merisi da Caravaggio. La regia è di Angelo Longoni. L'attore protagonista è Alessio Boni. Le riprese furono effettuate nel 2007 a Belgrado, a Roma e in Sicilia.

## Trama
Milano, XVI secolo. Il giovane Michelangelo Merisi è un pittore dilettante alle prime armi, dal carattere orgoglioso e irascibile, ma anche passionale e sincero. Inizia il suo apprendistato presso una modesta bottega a Roma, ma solo come decoratore dei dettagli di opere già finite. Un giorno Michelangelo viene scoperto da un estimatore d'arte, amico del cardinale Francesco Maria Del Monte, così Michelangelo dalle nature morte passa a dipingere opere più complesse, avendo commissioni sempre più elevate, tele di Madonne e santi per le chiese, riceve anche l'apprezzamento e la protezione di Costanza Colonna, con cui ha un rapporto speciale. 
Caravaggio diventa famosissimo a Roma per le sue innovative tecniche di pittura, del realismo dei soggetti, spesso tratti dalla semplice gente del popolino. Il suo metodo di rappresentare i personaggi della Bibbia come straccioni, le sue risse continue nelle osterie, porteranno Caravaggio alla rovina, costretto a fuggire a Napoli e poi a Malta. Nel 1610, dopo essere fuggito anche da Malta per un duello, Caravaggio approda sul lido romano, convinto di un possibile perdono papale, ma è stanco e malato, immagina un cavaliere nero (la Morte) che lo insegue sulla spiaggia, finché il cavaliere non gli ruba l'anima.

## Premi e riconoscimenti
- 2009 - David di Donatello
  - Candidatura Migliore fotografia a Vittorio Storaro
  - Candidatura Migliore scenografia a Giantito Burchiellaro
  - Candidatura Migliori costumi a Lia Morandini
  - Candidatura Migliori trucco a Alessandro Bertolazzi
  - Candidatura Migliori acconciature a Enzo Cera